# 4043 Perolof
4043 Perolof è un asteroide della fascia principale. Scoperto nel 1977, presenta un'orbita caratterizzata da un semiasse maggiore pari a 3,1145637 UA e da un'eccentricità di 0,0954152, inclinata di 6,57911° rispetto all'eclittica.
L'asteroide è dedicato all'astronomo svedese Per Olof Lindblad.